# 100回嘔吐
100回嘔吐（ひゃっかいおうと）とは、日本のボカロP、作曲家、シンガーソングライター、編曲家。
代表曲に「もう生きてるだけで褒めて頂戴」など。

## 略歴
2012年にニコニコ動画にボカロ曲「声に出して爆発してしまわないわけがない。」を投稿し、ボカロPとしてデビュー。現在残っている最古の楽曲は「絶望なのかもしれない」。その後「もう生きてるだけで褒めて頂戴」などでブレイク。自身の楽曲のセルフカバーも発表している。
ずっと真夜中でいいのに。や和ぬかの楽曲を中心に編曲家としても活動しており、ずっと真夜中でいいのに。の「あいつら全員同窓会」や和ぬかの「ヨワネハキ」などは、YouTubeでそれぞれ2000万回再生を突破している(2022年6月時点)。
100回嘔吐という名前には「100回吐いても人生は続く、そんな物語を。」というテーマが込められている。

## 音楽性
効果音や電子音、そしてベースを多用したアレンジが特徴的である。また楽曲内のギターやベースなどの演奏を兼務する事もある。

## ディスコグラフィ

### デジタル・シングル
|     | 発売日         | タイトル                       | 収録アルバム | 備考  |
| --- | -------------- | ------------------------------ | ------------ | ----- |
| 1st | 2020年12月10日 | 歌に去れ (る)                  | 未収録       | [ 5 ] |
| 2nd | 2021年3月27日  | 鬼なんかころさんし             | 未収録       | [ 6 ] |
| 3rd | 2021年6月1日   | 排！はい！灰！はい！拝！はい！ | 未収録       | [ 7 ] |
| 4th | 2022年1月19日  | 雨よ雨よ降れ                   | 未収録       | [ 8 ] |

### フルアルバム
| 枚 | 発売日         | タイトル          | 収録曲 | 備考 |
| -- | -------------- | ----------------- | --- | ---- |
| 1  | 2017年11月12日 | 100回吐いたよ！！ | 全11曲 1. 生きろ 2. さみしくてしにそうだ 3. コ・コ・コ・コミュニケーションが問題〜お願い！神様！〜 4. 天国に花束を 5. 彷徨ランデブー 6. NANIMONOにも成れないよ 7. ひらきなおって宙返り 8. 憂鬱ノサイダー 9. もう生きてるだけで褒めて頂戴 10. 抗心病 |      |
| 2  | 2018年11月28日 | 苟且ラブ          | 全11曲 1. 朧に 2. ファンタジー未開幕 3. 夏が終わっていきますね 4. 帰り道02 5. ことのはぐさ 6. 愛ちゃん-1-2-3- 7. 恋／とも 8. しゅきぃぃ 9. 今日も光り 10. 苟且た                                                                                    |      |
| 3  | 2020年04-29日  | Others            | 全10曲 1. 絶望なのかもしれない 2. 進め★JINSEI行進曲 3. 畜生 4. ごめんごめん 5. みんなの謎なぞ 6. 吐き出す 7. さよならセブンティーン 8. ミカンチ 9. りりか（る) 10. はしがき参 (る)                                                                  |      |

## 楽曲提供
asmi
- 「PAKU」（meiyoと共編曲）

天月-あまつき-
- 「イイカゲン世界」（編曲）

ayaho
- 「アミ」（編曲）

いゔどっと
- 「続く青」（作詞・作曲）

WON
- 「ヘイトキラー」（作曲・編曲）
- 「咲かない」（作曲）

原因は自分にある。
- 「ジュトゥブ」（作曲・編曲、久下真音と共作詞）
- 「時速3km」（作詞・作曲）
- 「柘榴」（久下真音と共編曲）
- 「ネバ―エンドロール」（作詞・作曲）

SixTONES
- 「真っ赤な嘘」（編曲）

ずっと真夜中でいいのに。
- 「脳裏上のクラッカー」（編曲）
- 「雲丹と栗」（編曲）
- 「勘冴えて悔しいわ」（ラムシーニと共編曲）
- 「またね幻」（加藤冴人と共編曲）
- 「蹴っ飛ばした毛布」（編曲）
- 「こんなこと騒動」（編曲）
- 「優しくLAST SMILE」（編曲）
- 「お勉強しといてよ」（矢野達也,ZTMYと共編曲）
- 「Ham」（ZTMYと共編曲）
- 「MILABO」（ZTMYと共編曲）
- 「暗く黒く」（ZTMYと共編曲）
- 「勘ぐれい」（ZTMYと共編曲）
- 「正しくなれない」（久保田真悟(Jazzin'park),ZTMYと共編曲）
- 「胸の煙」（ZTMYと共編曲）
- 「はゔぁ」（ZTMYと共編曲）
- 「機械油」（ZTMYと共編曲）
- 「過眠」（ZTMYと共編曲）
- 「奥底に眠るルーツ」（ZTMYと共編曲）
- 「あいつら全員同窓会」（ZTMYと共編曲）
- 「ばかじゃないのに」（新田目駿,矢野達也,ZTMYと共編曲）
- 「猫リセット」（ZTMYと共編曲）
- 「袖のキルト」（ZTMYと共編曲）
- 「違う曲にしようよ」（ZTMYと共編曲）
- 「夜中のキスミ」（ZTMYと共編曲）
- 「ミラーチューン」（ZTMYと共編曲）
- 「夏枯れ」（ZTMYと共編曲）
- 「残機」（ZTMYと共編曲）
- 「綺羅キラー」（ZTMYと共編曲）
- 「不法侵入」（ZTMYと共編曲）
- 「花一匁」（ZTMYと共編曲）
- 「嘘じゃない」（ZTMYと共編曲）
- 「微熱魔」（ZTMYと共編曲[10]）

Sou
- 「トマドイリズム」（編曲）

natsumi
- 「イージーゲーム」（編曲）

ニノミヤユイ
- 「みっともない私なんて」（作曲・編曲、ニノミヤユイと共作詞）
- 「今世大革命」（作曲・編曲、ニノミヤユイと共作詞）[11]
- 「Fixer」（作詞・作曲・編曲）

meiyo
- 「KonichiwaTempraSushiNatto (POP SOSver.)」（編曲）

MAISONdes
- 「ヨワネハキ」（編曲）

莉犬
- 「マタフタマタ」（編曲）

るぅと
- 「キドアイラク」（編曲）

ロス
- 「Bitter」（編曲）

和ぬか
- 「寄り酔い」（編曲）
- 「ニゲラ」（編曲）
- 「ブラウニー」（編曲）
- 「ヨセアツメ」（編曲）
- 「The Fog」（編曲）
- 「ビーユアセルフ」（編曲）
- 「進め！そっちだ！」（編曲）
- 「シュガーロス」（編曲）
- 「泡沫」（編曲）
- 「アイオクレ」（編曲）
- 「ミミクリーマン」（和ぬか、Qoo(NEE)と共編曲）
- 「ギフにテッド」（和ぬかと共編曲）